# Hansa-Brandenburg L14
Die Hansa-Brandenburg L 14 war ein deutsches Jagdflugzeug im Ersten Weltkrieg.

## Entwicklung
Die L 14 war ein Doppeldecker. Die Verbindung zwischen den beiden Tragflächen erfolgte anstelle der üblichen „I“- oder „N“-Streben, durch zwei Stiele, die in der Frontalansicht ein „V“ bildeten. Der Konstrukteur war Ernst Heinkel.

## Technische Daten
| Kenngröße             | Daten                                  |
| --------------------- | -------------------------------------- |
| Besatzung             | 1                                      |
| Länge                 | 10,45 m                                |
| Spannweite            | 10,20 m oben 8,35 m unten              |
| Flügelfläche          | 25,28 m²                               |
| Leermasse             | 940 kg                                 |
| Startmasse            | 940 kg                                 |
| Steigzeit auf 1000 m  | 4 min                                  |
| Höchstgeschwindigkeit | 180 km/h                               |
| Triebwerk             | ein Reihenmotor Hiero, 200 PS (147 kW) |